# Tale e quale show - Il torneo (ottava edizione)
L'ottava edizione del talent show Tale e quale show - Il torneo (spin-off di Tale e quale show) è andata in onda dal 25 ottobre all'8 novembre 2019 su Rai 1 per tre puntate in prima serata sempre con la conduzione di Carlo Conti.
L'edizione è stata vinta da Antonio Mezzancella, davanti a Lidia Schillaci e Francesco Monte.

## Il programma
Questo spin-off prevede una gara fra dodici VIP. A sfidarsi sono i primi tre classificati delle Categorie Uomini e Donne della nona edizione del programma e i primi tre classificati delle Categorie Uomini e Donne dell'ottava edizione del programma, impegnati nell'imitazione di personaggi celebri del mondo della canzone, attraverso la reinterpretazione dei brani di questi ultimi dal vivo. Al termine della serata vengono sottoposti al giudizio di una giuria. Ogni giurato dichiara i suoi voti per ciascun concorrente, assegnando da cinque a sedici punti. Inoltre, ciascun concorrente in gara deve dare cinque punti ad uno dei concorrenti o a sé stesso, che si sommano a quelli assegnati dalla giuria, determinando così la classifica della puntata. Ogni settimana si riparte poi dai punti accumulati dai concorrenti nelle puntate precedenti, arrivando al vincitore assoluto del programma decretato nell'ultima puntata. In questa edizione del torneo per la prima volta non viene utilizzato il televoto per decretare il vincitore.

## Cast

### Concorrenti

#### Uomini
| Concorrente         | Edizione di provenienza | Posizione |
| ------------------- | ----------------------- | --------- |
| Antonio Mezzancella | 8ª edizione             | 1º posto  |
| Giovanni Vernia     | 8ª edizione             | 4º posto  |
| Massimo Di Cataldo  | 8ª edizione             | 5º posto  |
| Agostino Penna      | 9ª edizione             | 1º posto  |
| Francesco Monte     | 9ª edizione             | 2º posto  |
| Davide De Marinis   | 9ª edizione             | 4º posto  |

#### Donne
| Concorrente        | Edizione di provenienza | Posizione |
| ------------------ | ----------------------- | --------- |
| Alessandra Drusian | 8ª edizione             | 2º posto  |
| Roberta Bonanno    | 8ª edizione             | 3º posto  |
| Vladimir Luxuria   | 8ª edizione             | 8º posto  |
| Lidia Schillaci    | 9ª edizione             | 3º posto  |
| Jessica Morlacchi  | 9ª edizione             | 4º posto  |
| Tiziana Rivale     | 9ª edizione             | 6º posto  |

### Giudici
La giuria è composta da:
- Loretta Goggi
- Vincenzo Salemme
- Giorgio Panariello

#### Quarto giudice
Anche in questo torneo la giuria viene affiancata dalla presenza di un quarto giudice a rotazione, che partecipa al voto delle esibizioni e stila una propria classifica. Nella tabella sottostante sono riportati i personaggi che hanno ricoperto di volta in volta il suddetto ruolo.
| Puntata | Messa in onda    | Quarto giudice                     |
| 1       | 25 ottobre 2019  | Alessandro Siani                   |
| 2       | 1º novembre 2019 | Nino Frassica                      |
| 3       | 8 novembre 2019  | Gigi Proietti e Sergio Castellitto |

### Coach
Coach dei concorrenti sono:
- Maria Grazia Fontana: vocal coach
- Pinuccio Pirazzoli: maestro d'orchestra
- Emanuela Aureli: imitatrice
- Fabrizio Mainini: coreografo
- Daniela Loi: vocal coach
- Matteo Becucci: vocal coach

## Puntate

### Prima puntata
La prima puntata è andata in onda il 25 ottobre 2019 ed è stata vinta da Antonio Mezzancella che ha interpretato Ultimo ne I tuoi particolari.
| Ordine | Canzone e cantante imitato                    | Concorrente         | Punteggio | Panariello | Goggi | Salemme | Siani | Concorrenti |
| ------ | --------------------------------------------- | ------------------- | --------- | ---------- | ----- | ------- | ----- | ----------- |
| 5      | I tuoi particolari - Ultimo                   | Antonio Mezzancella | 79        | 16         | 16    | 16      | 16    | 15          |
| 3      | La mia storia tra le dita - Gianluca Grignani | Francesco Monte     | 65        | 15         | 15    | 15      | 15    | 5           |
| 10     | Bella d'estate - Mango                        | Agostino Penna      | 58        | 10         | 13    | 7       | 13    | 15          |
| 9      | Love on Top - Beyoncé                         | Roberta Bonanno     | 54        | 13         | 14    | 13      | 14    | -           |
| 2      | Splendido splendente - Donatella Rettore      | Alessandra Drusian  | 50        | 14         | 12    | 14      | 10    | -           |
| 11     | Irresistibilmente - Sylvie Vartan             | Tiziana Rivale      | 42        | 8          | 11    | 12      | 6     | 5           |
| 4      | Never Can Say Goodbye - Gloria Gaynor         | Jessica Morlacchi   | 41        | 11         | 6     | 11      | 8     | 5           |
| 12     | Let's Dance - David Bowie                     | Giovanni Vernia     | 41        | 12         | 7     | 10      | 12    | -           |
| 7      | Quando quando quando - Tony Renis             | Davide De Marinis   | 37        | 9          | 9     | 9       | 5     | 5           |
| 8      | Almeno tu nell'universo - Mia Martini         | Lidia Schillaci     | 36        | 7          | 5     | 8       | 11    | 5           |
| 6      | La vida es un carnaval - Celia Cruz           | Vladimir Luxuria    | 33        | 6          | 8     | 5       | 9     | 5           |
| 1      | Su di noi - Pupo                              | Massimo Di Cataldo  | 28        | 5          | 10    | 6       | 7     | -           |

- Quarto giudice: Alessandro Siani

### Seconda puntata
La seconda puntata è andata in onda il 1º novembre 2019 ed è stata vinta da Lidia Schillaci che ha interpretato Édith Piaf in Non, je ne regrette rien.
| Ordine | Canzone e cantante imitato            | Concorrente         | Punteggio | Panariello | Goggi | Salemme | Frassica | Concorrenti |
| ------ | ------------------------------------- | ------------------- | --------- | ---------- | ----- | ------- | -------- | ----------- |
| 8      | Non, je ne regrette rien - Édith Piaf | Lidia Schillaci     | 89        | 16         | 16    | 16      | 16       | 15          |
| 2      | Fortissimo - Rita Pavone              | Roberta Bonanno     | 57        | 13         | 12    | 13      | 14       | 5           |
| 4      | Se telefonando - Nek                  | Francesco Monte     | 57        | 14         | 14    | 14      | 10       | 5           |
| 6      | Maledetta primavera - Loretta Goggi   | Jessica Morlacchi   | 56        | 11         | 13    | 12      | 15       | 5           |
| 3      | Goldfinger - Shirley Bassey           | Alessandra Drusian  | 54        | 10         | 10    | 11      | 13       | 10          |
| 9      | Balliamo sul mondo - Ligabue          | Antonio Mezzancella | 53        | 15         | 15    | 15      | 8        | -           |
| 11     | Ancora - Eduardo De Crescenzo         | Agostino Penna      | 52        | 12         | 9     | 10      | 11       | 10          |
| 1      | Andiamo a comandare - Fabio Rovazzi   | Davide De Marinis   | 38        | 7          | 11    | 6       | 9        | 5           |
| 5      | 'O sarracino - Renato Carosone        | Giovanni Vernia     | 36        | 8          | 8     | 8       | 12       | -           |
| 7      | Fever - Elvis Presley                 | Vladimir Luxuria    | 30        | 9          | 6     | 9       | 6        | -           |
| 10     | La Isla Bonita - Madonna              | Tiziana Rivale      | 28        | 6          | 7     | 5       | 5        | 5           |
| 12     | Yesterday - Paul McCartney            | Massimo Di Cataldo  | 24        | 5          | 5     | 7       | 7        | -           |

- Quarto giudice: Nino Frassica
- Guest giudice: Rita Pavone
- Nota: la classifica di questa puntata è formata anche da 10 punti extra dati da Rita Pavone a Lidia Schillaci per la sua esibizione di Édith Piaf.

### Terza puntata
La terza puntata è andata in onda l'8 novembre 2019 ed è stata vinta da Francesco Monte che ha interpretato John Legend in All of Me. Quest'ultima puntata ha inoltre decretato Antonio Mezzancella vincitore del torneo.
| Ordine | Canzone e cantante imitato                  | Concorrente         | Punteggio | Panariello | Goggi | Salemme | Proietti | Castellitto | Concorrenti |
| ------ | ------------------------------------------- | ------------------- | --------- | ---------- | ----- | ------- | -------- | ----------- | ----------- |
| 12     | All of Me - John Legend                     | Francesco Monte     | 79        | 15         | 15    | 13      | 15       | 16          | 5           |
| 7      | I Will Always Love You - Whitney Houston    | Lidia Schillaci     | 77        | 13         | 13    | 16      | 16       | 14          | 5           |
| 4      | Hola - Marco Mengoni                        | Antonio Mezzancella | 76        | 16         | 16    | 14      | 10       | 15          | 5           |
| 5      | Without You - Mariah Carey                  | Jessica Morlacchi   | 71        | 11         | 14    | 15      | 14       | 12          | 5           |
| 3      | The Winner Takes It All - ABBA              | Tiziana Rivale      | 69        | 14         | 12    | 12      | 13       | 13          | 5           |
| 10     | Purple Rain - Prince                        | Giovanni Vernia     | 57        | 9          | 11    | 11      | 12       | 9           | 5           |
| 6      | Aggiungi un posto a tavola - Johnny Dorelli | Massimo Di Cataldo  | 55        | 12         | 10    | 9       | 8        | 11          | 5           |
| 9      | Un amore così grande - Claudio Villa        | Roberta Bonanno     | 50        | 10         | 8     | 10      | 7        | 10          | 5           |
| 2      | Con te partirò - Andrea Bocelli             | Agostino Penna      | 44        | 7          | 7     | 7       | 11       | 7           | 5           |
| 8      | Rock 'n' roll robot - Alberto Camerini      | Vladimir Luxuria    | 42        | 8          | 9     | 6       | 6        | 8           | 5           |
| 11     | Nell'aria - Marcella Bella                  | Alessandra Drusian  | 40        | 6          | 6     | 8       | 9        | 6           | 5           |
| 1      | Cuore matto - Little Tony                   | Davide De Marinis   | 30        | 5          | 5     | 5       | 5        | 5           | 5           |

- Quarto giudice: Gigi Proietti
- Quinto giudice: Sergio Castellitto
- Ospiti: Bianca Guaccero ed Enrico Ruggeri

## Cinque punti dei concorrenti
| Puntata | Bonanno     | De Marinis | Di Cataldo  | Drusian | Luxuria     | Mezzancella | Monte      | Morlacchi  | Penna   | Rivale      | Schillaci  | Vernia  |
| ------- | ----------- | ---------- | ----------- | ------- | ----------- | ----------- | ---------- | ---------- | ------- | ----------- | ---------- | ------- |
| 1       | Mezzancella | Schillaci  | Mezzancella | Penna   | Mezzancella | Luxuria     | Morlacchi  | Monte      | Rivale  | Penna       | De Marinis | Penna   |
| 2       | Drusian     | Morlacchi  | Schillaci   | Rivale  | Schillaci   | Bonanno     | Schillaci  | De Marins  | Drusian | Penna       | Monte      | Penna   |
| 3       | Vernia      | Penna      | Schillaci   | Monte   | Bonanno     | Morlacchi   | De Marinis | Di Cataldo | Rivale  | Mezzancella | Luxuria    | Drusian |

- Nota: nell'ultima puntata del torneo, ciascun concorrente ha dato 5 punti al concorrente dell'esibizione successiva, mentre l'ultimo li ha dati al primo.

## Classifica generale
A differenza delle precedenti edizioni del torneo, la classifica finale è stata determinata, come nelle edizioni classiche, dai punti guadagnati da ciascun concorrente nelle esibizioni di tutte le puntate, a cui si aggiungono altri 10 punti bonus assegnati nell'ultima puntata da ogni giudice e dai coach a un concorrente a loro scelta, rispettivamente:
- Vincenzo Salemme: Antonio Mezzancella
- Loretta Goggi: Antonio Mezzancella
- Giorgio Panariello: Antonio Mezzancella
- Coach: Antonio Mezzancella

| Posizione | Concorrente         | Punti |
| --------- | ------------------- | ----- |
| 1         | Antonio Mezzancella | 248   |
| 2         | Lidia Schillaci     | 202   |
| 3         | Francesco Monte     | 201   |
| 4         | Jessica Morlacchi   | 168   |
| 5         | Roberta Bonanno     | 161   |
| 6         | Agostino Penna      | 154   |
| 7         | Alessandra Drusian  | 144   |
| 8         | Tiziana Rivale      | 139   |
| 9         | Giovanni Vernia     | 134   |
| 10        | Massimo Di Cataldo  | 107   |
| 11        | Davide De Marinis   | 105   |
| 11        | Vladimir Luxuria    | 105   |

- Antonio Mezzancella vince l'ottava edizione di Tale e Quale Show - Il torneo.
- Lidia Schillaci è la seconda classificata.
- Francesco Monte è il terzo classificato.

## Tale e quale pop
Come nelle precedenti edizioni, in ogni puntata vi è uno spazio in cui vengono trasmessi video amatoriali inviati da telespettatori che si cimentano nell'imitazione canora di un personaggio del panorama musicale italiano o internazionale. I protagonisti dei migliori 12 video sono stati invitati negli studi di Tale e quale show per essere sottoposti ad una trasformazione completa nel personaggio imitato ed esibirsi dal vivo durante la prima edizione di Tali e quali, andata in onda venerdì 22 novembre.

## Ascolti
| Puntata | Messa in onda    | Telespettatori | Share  |
| ------- | ---------------- | -------------- | ------ |
| 1       | 25 ottobre 2019  | 4 092 000      | 20,23% |
| 2       | 1º novembre 2019 | 3 916 000      | 19,40% |
| 3       | 8 novembre 2019  | 4 347 000      | 22,00% |
| Media   | Media            | 4 118 000      | 20,54% |